# Desa Pasirpanjang (administrativ by i Indonesien, Nusa Tenggara Timur)
Desa Pasirpanjang är en administrativ by i Indonesien.   Den ligger i provinsen Nusa Tenggara Timur, i den centrala delen av landet, 1 400 km öster om huvudstaden Jakarta. Desa Pasirpanjang ligger på ön Pulau Rinca.